# 빌 페이거바키
윌리엄 “빌” 페이거바키(영어: William "Bill" Fagerbakke, 영어 발음: /ˈfeɪɡərbɑːki/, 1957년 10월 4일 ~ )는 미국의 배우이다. 네모바지 스폰지밥의 뚱이 역으로 유명하다.

## 출연 작품

### 영화
- H2: 어느 살인마의 가족 이야기 (2009)
- 죽여줘! 제니퍼 (2009)
- 아티스트 (2011)

### 애니메이션 영화
- 스폰지밥 3D (2015)
- 스폰지밥 무비: 핑핑이 구출 대작전 (2020)

### 텔레비전
- 내가 그녀를 만났을 때 (2005-14)

### TV 애니메이션
- 네모바지 스폰지밥 (1999-현재)